# 八木澤站

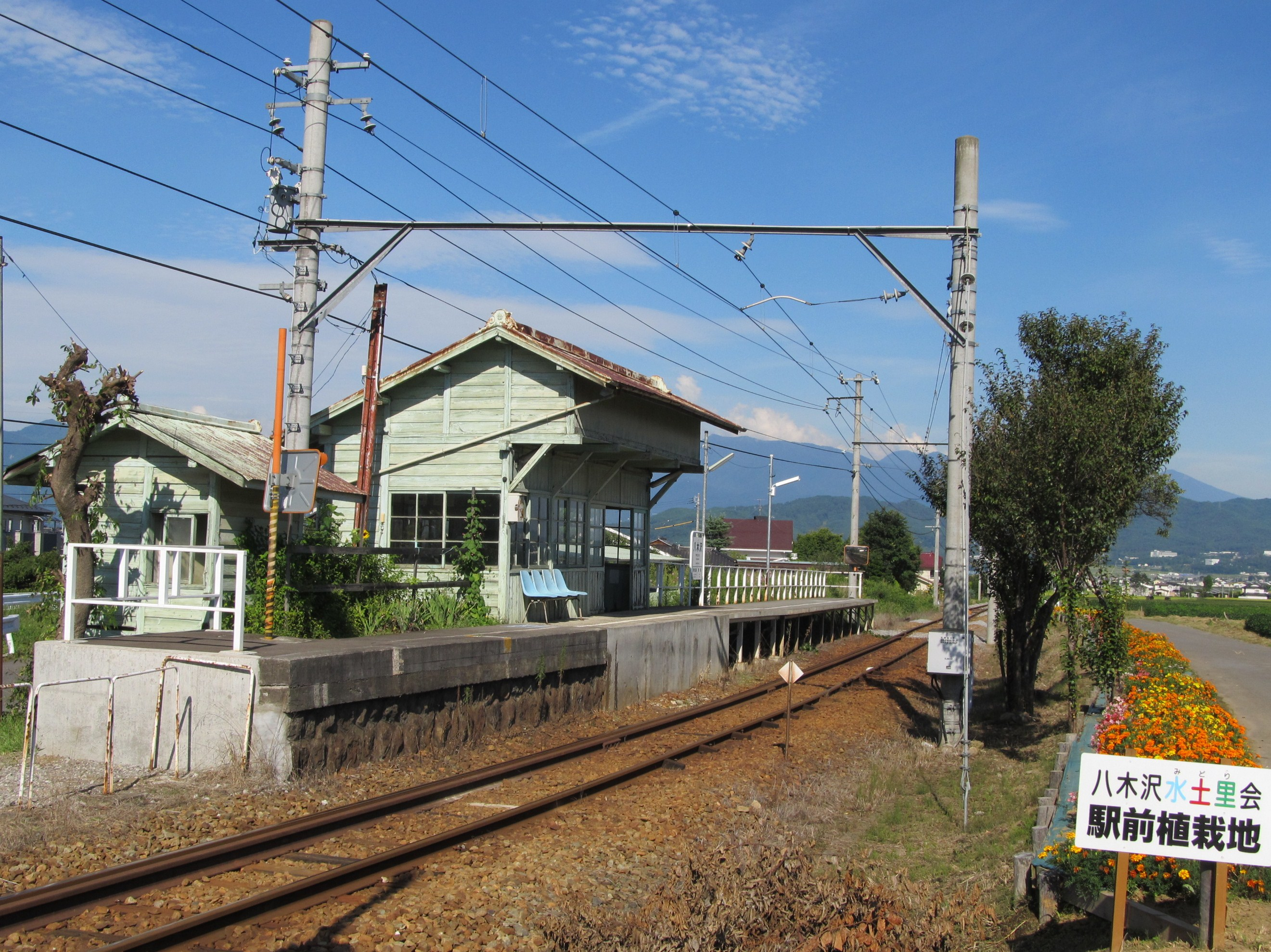
月台與站前種植地 (2011年9月)

八木澤站（日语：／ Yagisawa eki */?）是位於長野縣上田市八木澤字表田中，上田電鐵的別所線車站。車站編號為BE14。

## 歷史
- 1921年（大正10年）6月17日：上田溫泉電軌川西線車站啟用[1]。
- 1939年（昭和14年）
  - 3月19日：路線名稱變更，川西線改名為別所線。
  - 9月1日：公司名稱改變，成為上田電鐵的車站。
- 1943年（昭和18年）10月21日：公司合併，成為上田丸子電鐵的車站。
- 1969年（昭和44年）5月31日：公司名稱改變，成為上田交通的車站。
- 2005年（平成17年）10月3日：鐵路部門分拆為子公司，成為上田電鐵的車站。

## 車站構造
車站是一座地面車站，設有1面1線單式月台。曾經此站設有職員當值，現時此站為無人車站。在上田丸子電鐵時代起已經設有車站大樓。在上田丸子電鐵時代更設有廁所，後來在2015年（平成27年）撤走。此站設有單車停泊處。此站已經預留位置建設列車交會設施，但是現時還未有計劃動工，已預留的位置現時變成由當地居民管理的站前種植地（花壇）。
月台已經進行翻新，使月台高度與車廂高度相同。在2015年，車站大樓和單車停泊場進行翻新，把屋頂替換並再次塗裝。在翻新後，把站前一度撤走的圓型郵筒再次設置，另外於單車停泊場增設飲品自動販賣機。在2016年（平成28年）春天翻新了站名牌。站名牌上附上鐵道少女的別所線角色「八木澤舞」（取自舞田站與鄰站八木澤站）
。

## 使用狀況
以下為近年一日平均乘車人次列表。
| 年度   | 一日平均 乘車人次 |
| ------ | ----------------- |
| 2010年 | 24                |
| 2011年 | 26                |
| 2012年 | 32                |
| 2013年 | 34                |
| 2014年 | 35                |
| 2015年 | 33                |
| 2016年 | 41                |
| 2017年 | 38                |

## 車站周邊
在八木澤天滿宮東邊設有新的住宅區「Sereno八木澤」。另外也有小型住宅區和農田。
- 上田市立鹽田西小學
- 八木澤天滿宮

## 其他
AKB48第6張單曲（若包含獨立製作時期單曲，則為第8張）《妳正在看着夕陽嗎？》，以及生物股長第13張單曲《兩人》，兩首單曲的MV會在此站取景。另外，貫地谷栞的寫真集《二十歲》附屬DVD的封面也在此站拍攝。在2020年9月上映的電影《重新開始就是現在》也在此站取景。

## 相鄰車站
上田電鐵
■別所線
舞田（BE13）－八木澤（BE14）－別所溫泉（BE15）

## 注腳
1. 1 2 3 4 5  信濃毎日新聞社出版部. . 信濃毎日新聞社. 2011-07-24: 337. ISBN 9784784071647 （日语）.
2. ↑  . 信濃毎日新聞（日语：信濃毎日新聞）. 2016年4月7日（日語）  [2021年9月5日]. （原始内容存档于2017年1月16日）.
3. ↑  《長野縣統計書》各年度版
4. ↑  八木沢駅で撮影された「リスタートはただいまのあとで」 （页面存档备份，存于）（日語） 2020年9月3日　通知　上田電鐵株式會社

## 外部連結
- 八木澤站（BE14） | 上田電鐵株式會社 （页面存档备份，存于）（日語）